# Карицкий, Константин Дионисьевич
Константин Дионисьевич Карицкий (1913—2002) — полковник Советской Армии, партизан Великой Отечественной войны, Герой Советского Союза (1944).

## Биография
Константин Карицкий родился 26 сентября 1913 года в посёлке рудника Жёлтая Река (ныне — город Жёлтые Воды в Пятихатском районе Днепропетровской области Украины). В 1929 году он окончил семь классов школы, после чего работал сначала в совхозе, затем на стройке заводов «Азовсталь» и Мариупольского завода имени Ильича, подручным кочегара на Сталинском металлургическом заводе. В августе 1932 года Карицкий был призван на службу в войска ОГПУ СССР. В 1932—1940 годах служил на территории Карельской АССР. Играл в петрозаводской футбольной команде «Динамо». Участвовал в советско-финской войне. В 1941 году Карицкий окончил Ленинградскую Высшую школу НКВД СССР. С июня 1941 года — на фронтах Великой Отечественной войны.
Когда большая часть Ленинградской области оказалась в оккупации, в декабре 1941 года Карицкий возглавил отдельный партизанский батальон, который в апреле 1942 года перешёл линию фронта. До ноября 1942 года батальон участвовал в боях самостоятельно, а затем вошёл в состав 3-й Ленинградской партизанской бригады, которой командовал Герой Советского Союза Герман. В этой бригаде Карицкий стал заместителем Германа по разведке. В феврале 1943 года Карицкий возглавил 5-ю Ленинградскую партизанскую бригаду. Бригада действовала в районе, включавшем в себя территории Струго-Красненского, частично Порховского, Батецкого, Дновского, Солецкого, Уторгошского, Плюсского и Лужского районов Ленинградской области. Под его руководством она освободила 367 населённых пунктов, создав партизанский край, спасла от угона в Германию более 40 тысяч советских граждан. Партизаны Карицкого пустили под откос 81 эшелон и 3 бронепоезда, уничтожили 16 танков, 3 самолёта, 14296 немецких солдат, офицеров и коллаборационистов. Во время Ленинградско-Новгородской операции в начале 1944 года бригада Карицкого парализовала немецкие коммуникации и совместно с наступающими советскими частями освободила несколько крупных населённых пунктов и райцентров. За эти действия пяти партизанам, включая командира бригады, было присвоено звание Героя Советского Союза.
Указом Президиума Верховного Совета СССР от 2 апреля 1944 года подполковник Константин Карицкий был удостоен высокого звания Героя Советского Союза с вручением ордена Ленина и медали «Золотая Звезда» за номером 3404.
Продолжал партизанскую деятельность до июля 1944 года. В 1946 году Карицкий был уволен в запас. В 1951—1957 годах он вновь служил в Советской Армии. Проживал в Ленинграде, активно занимался общественной деятельностью. Был одним из создателей Музея истории обороны Ленинграда. Скончался 16 октября 2002 года, похоронен на Южном кладбище Санкт-Петербурга.
Почётный гражданин города Луги и района. Был также награждён орденом Красного Знамени, тремя орденами Отечественной войны 1-й степени, орденом Красной Звезды, рядом медалей.
В 2003 году имя Карицкого К. Д. было присвоено Городковской средней общеобразовательной школе (в Лужском районе).